# كتان (مسورة)

تعديل مصدري - تعديل

كتان هي إحدى قرى عزلة بيحان الدولة بمديرية مسورة التابعة لمحافظة البيضاء، بلغ تعداد سكانها 44 نسمة حسب تعداد اليمن لعام 2004.